# 范芝香
范芝香（越南语：／；1805年—1871年），字士南（越南语：／），號郿川（越南语：／），越南阮朝官員。

## 生平
范芝香是海陽省平江府唐安縣郿墅社（今屬海陽省平江縣）人，嘉隆四年（1805年）出生。阮朝明命九年（1828年），參加南定場鄉試，考中舉人。初授廣義右通判，補慕德知縣。後轉任戶部司主事，授員外郎。後因事免職，再起復為吏部郎中。紹治初，授翰林院侍讀學士，充任國史館編修。紹治五年（1845年），改授鴻臚寺卿，充如清副使，回國後任刑部京章司郎中，兼掌大理寺。嗣德元年（1848年），升任山西按察使，後升清化布政使。召還回朝，改任禮部左侍郎。
嗣德五年（1852年），范芝香充任如清正使，出使清朝。當時是兩貢竝進，范芝香與潘輝泳同行。因恰逢中國爆發太平天國起義，局勢動蕩，范芝香一行人在中國境內滯留3年才回到國內。回國後，升工部右參知，充國史館纂修，兼掌都察院。嗣德十三年（1860年），因執掌都察院期間少有進言，貶為工部右侍郎。次年（1861年），前往北圻勘測天德江大堤。不久授諒平巡撫。當時中越邊境屢有邊民起事，北寧省起事亂匪煽動民眾進攻諒山省城，范芝香指揮得當，最終保全省城，隨後又率兵收復高平省城，因此升授寧太總督，暫時仍留任諒平巡撫，並敘軍功，加軍功一級，賞賜一面“廉平勤幹”金磬。嗣德十七年（1864年），范芝香充任海安軍次參贊軍務，收復海寧府城。不久又前往高平圍剿。嗣德十九年（1866年），以寧太總督一職，兼領諒平邊務。
嗣德二十一年（1868年），范芝香率軍擊敗亂匪，解除諒山省洛陽屯的圍困。六月，轉戰高平富庶屯，隨後借道返回諒山省，遭遇乱匪集中進攻，兵敗被俘。范芝香趁機招撫亂兵首領吳鯤，竝將此事報告給嗣德帝。嗣德帝下令追究范芝香兵敗的責任，暫時降他為商辦軍務。嗣德二十三年（1870年），范芝香兵敗一事定案，奪職，但隨即又開復為侍講學士，領太原布政使。次年（1871年），范芝香在任上去世，享年六十七歲。

## 文學
范芝香著有《郿川使程詩集》、《星軺初集》、《星軺二集》、《南史私記》、《南天國語實錄》等。